# George Rhoden
George Vincent Rhoden (Kingston, 13 dicembre 1926 – 24 agosto 2024) è stato un velocista e mezzofondista giamaicano, vincitore di due medaglie d'oro olimpiche ai Giochi di Helsinki nel 1952.

## Palmarès
| Anno | Manifestazione  | Sede                | Evento      | Risultato  | Prestazione | Note            |
| ---- | --------------- | ------------------- | ----------- | ---------- | ----------- | --------------- |
| 1948 | Giochi olimpici | Londra              | 400 m piani | Semifinale | 47"7        |                 |
| 1948 | Giochi olimpici | Londra              | 4×400 m     | Finale     | dnf         |                 |
| 1950 | Giochi CAC      | Città del Guatemala | 400 m piani | Argento    | 48"3        |                 |
| 1950 | Giochi CAC      | Città del Guatemala | 800 m piani | Oro        | 1'59"4      |                 |
| 1952 | Giochi olimpici | Helsinki            | 400 m piani | Oro        | 45"9        | Record olimpico |
| 1952 | Giochi olimpici | Helsinki            | 4×400 m     | Oro        | 3'03"9      | Record mondiale |